# Sarah Piampiano
Sarah Piampiano née le 24 juillet 1980 à Cumberland dans le Maine est une triathlète américaine, vainqueur sur triathlon Ironman et Ironman 70.3.

## Biographie

### Jeunesse
Sarah Piampiano grandit avec deux frères plus âgés. Au lycée, elle s'est pratiquement essayée à tous les sports, elle aime être très active. Elle pratique le golf, le squash et l'hiver le ski, elle est classée au niveau national en cross-country et le ski au collège de Stratton Mountain School. À l'Université, elle obtient un BA au Colby college avec une double spécialisation, en biologie et économie. Après ses études, elle travaille chez Thomas Weisel Partners et Morgan Stanley à San Francisco, puis HSBC Securities à New York.

### Carrière professionnelle
Elle termine deux fois 7e du championnat du monde Ironman de Kona (2015 et 2016). Après trois victoires sur l'Ironman 70.3 de la Nouvelle-Orléans (2012, 2015 et 2016), elle remporte l'Ironman Western Australie en 2015 ainsi que l'Ironman Vineman en 2016.

### Vie privée et professionnelle
Avant de devenir triathlète professionnelle, Sarah Piampiano n'est pas une sportive type, elle travaille cent heures par semaine comme banquière d'investissement à Wall Street et fume deux paquets par jour, profite des joies de la fête le week-end et ne pratique presque aucune activité sportive. C'est un pari avec un ami qui change sa vie, elle décide de se lancer dans le triathlon professionnel à l'âge de 29 ans. Elle vit à San Rafael en Californie.

## Palmarès
Le tableau présente les résultats les plus significatifs (podium) obtenus sur le circuit international de triathlon depuis 2012,.
| Année | Compétition                | Pays       | Position           | Temps           |
| ----- | -------------------------- | ---------- | ------------------ | --------------- |
| 2019  | Ironman Brésil             | Brésil     | Médaille d'or      | 8 h 40 min 49 s |
| 2019  | Ironman Hambourg           | Allemagne  | Médaille d'argent  | 9 h 0 min 42 s  |
| 2019  | Ironman Western Australia  | Australie  | Médaille d'argent  | 8 h 42 min 57 s |
| 2019  | Ironman 70.3 Équateur      | Équateur   | Médaille d'or      | 4 h 19 min 26 s |
| 2019  | Ironman 70.3 Coqimbo       | Chili      | Médaille d'or      | 4 h 31 min 39 s |
| 2019  | Ironman 70.3 Augusta       | États-Unis | Médaille d'or      | 4 h 12 min 18 s |
| 2019  | Ironman 70.3 Monterrey     | Mexique    | Médaille d'or      | 4 h 15 min 53 s |
| 2018  | Ironman Lake Placid        | États-Unis | Médaille de bronze | 9 h 43 min 24 s |
| 2018  | Ironman Brésil             | Brésil     | Médaille d'argent  | 9 h 3 min 33 s  |
| 2018  | Ironman 70.3 Perou         | Pérou      | Médaille d'or      | 4 h 15 min 8 s  |
| 2018  | Ironman 70.3 Coeur d'Alene | États-Unis | Médaille d'argent  | 4 h 23 min 39 s |
| 2017  | Ironman 70.3 Qujing        | Chine      | Médaille d'or      | 4 h 18 min 15 s |
| 2017  | Ironman 70.3 Santa Rosa    | États-Unis | Médaille d'argent  | 4 h 18 min 12 s |
| 2017  | Ironman 70.3 Perou         | Pérou      | Médaille d'argent  | 4 h 15 min 38 s |
| 2017  | Ironman Mar del Plata      | Argentine  | Médaille d'or      | 9 h 11 min 3 s  |
| 2017  | Ironman Cairns             | Australie  | Médaille d'argent  | 9 h 8 min 20 s  |
| 2016  | Ironman Vineman            | États-Unis | Médaille d'or      | 9 h 19 min 5 s  |
| 2016  | Ironman 70.3 Xiamen        | Chine      | Médaille d'argent  | 4 h 32 min 33 s |
| 2016  | Ironman 70.3 Racine        | États-Unis | Médaille d'argent  | 2 h 38 min 33 s |
| 2016  | Ironman 70.3 New Orleans   | États-Unis | Médaille d'or      | 4 h 19 min 57 s |
| 2015  | Ironman Western Australia  | Australie  | Médaille d'or      | 9 h 3 min 17 s  |
| 2015  | Ironman Autriche           | Autriche   | Médaille de bronze | 9 h 3 min 10 s  |
| 2015  | Ironman 70.3 New Orleans   | États-Unis | Médaille d'or      | 4 h 15 min 17 s |
| 2015  | Ironman 70.3 Monterrey     | Mexique    | Médaille d'argent  | 4 h 11 min 3 s  |
| 2014  | Ironman 70.3 New Orleans   | États-Unis | Médaille d'argent  | 4 h 22 min 35 s |
| 2014  | Ironman 70.3 Pucón         | Chili      | Médaille d'argent  | 4 h 53 min 36 s |
| 2013  | Ironman 70.3 Pucón         | Chili      | Médaille d'argent  | 4 h 53 min 36 s |
| 2012  | Ironman 70.3 New Orleans   | États-Unis | Médaille d'or      | 4 h 19 min 57 s |